# Milonia albula
Milonia albula är en spindelart som beskrevs av O. Pickard-Cambridge 1899. Milonia albula ingår i släktet Milonia och familjen hjulspindlar.
Artens utbredningsområde är Singapore. Inga underarter finns listade i Catalogue of Life.